# Trachytes kaliszewskii
Espèce
Trachytes kaliszewskii est une espèce d'acariens de la famille des Trachytidae.
L'espèce a été définie par Jerzy Błoszyk et Paweł Szymkowiak, en 1996 et le nom rend honneur à l'acarologue polonais Marek Kaliszewski, décédé accidentellement en 1992. On la trouve dans l'Utah, aux États-Unis.